# 주이집트 대한민국 대사관
주 이집트 대한민국 대사관은 1995년 이집트 카이로에 개설된 대한민국 외교부 소속의 대사관이다. 1962년 5월에 주카이로 대한민국 총영사관이 개설되었으며 1995년 4월 13일에 대한민국과 이집트 간의 대사급 외교 관계가 수립됨에 따라 대사관으로 승격되었다.

## 역대 공관장
| 대수          | 성명   | 임명        |
| ------------- | ------ | ----------- |
| 제1대 총영사  | 윤석헌 | 1962년 6월  |
| 제2대 총영사  | 강춘희 | 1963년 5월  |
| 제3대 총영사  | 홍성욱 | 1966년 9월  |
| 제4대 총영사  | 문철순 | 1969년 12월 |
| 제5대 총영사  | 최운상 | 1972년 5월  |
| 제6대 총영사  | 장위돈 | 1974년 4월  |
| 제7대 총영사  | 함영훈 | 1976년 11월 |
| 제8대 총영사  | 공로명 | 1979년 7월  |
| 제9대 총영사  | 한탁채 | 1981년 1월  |
| 제10대 총영사 | 김세택 | 1985년 1월  |
| 제11대 총영사 | 신기복 | 1987년 3월  |
| 제12대 총영사 | 박동순 | 1990년 6월  |
| 제13대 대사   | 정태익 | 1993년 5월  |
| 제14대 대사   | 임성준 | 1996년 4월  |
| 제15대 대사   | 심경보 | 1999년 3월  |
| 제16대 대사   | 오윤경 | 2001년 2월  |
| 제17대 대사   | 최승호 | 2004년 3월  |
| 제18대 대사   | 정달호 | 2006년 10월 |
| 제19대 대사   | 윤종곤 | 2009년 3월  |
| 제20대 대사   | 김영소 | 2012년 3월  |
| 제21대 대사   | 정광균 | 2014년 12월 |
| 제22대 대사   | 윤순구 | 2016년 11월 |
| 제23대 대사   | 윤여철 | 2018년 2월  |
| 제24대 대사   | 홍진욱 | 2020년 7월  |
| 제25대 대사   | 김용현 | 2023년 6월  |

## 같이 보기
- 대한민국의 재외공관 목록
- 이집트 주재 외국공관 목록
- 주한 이집트 대사관
- 대한민국-이집트 관계